# Micronycteris buriri
Micronycteris buriri é uma espécie de morcego da família Phyllostomidae. Foi descoberta em 2005/2006 e descrita na Mammalian Biology em 2011. Endêmico da ilha de São Vicente, nas Pequenas Antilhas. Possui uma forma peculiar de alimentar-se caçando em superfícies e não durante o voo.